# Novatek
NOVATEK (ros. НОВАТЭК) – jest największym rosyjskim prywatnym producentem gazu ziemnego i drugim co do wielkości w ogólnej produkcji gazu po holdingu Gazprom.
Przedsiębiorstwo zostało założone w 1994 roku i było pierwotnie znane jako Novafininvest. Centrala spółki znajduje się w mieście Tarko-Sale w Jamalsko-Nienieckim Okręgu Autonomicznym (zachodnia Syberia), jednak przedsiębiorstwo utrzymuje biuro sprzedaży w Moskwie.
Głównymi akcjonariuszami spółki Novatek są: Giennadij Timczenko posiadający 20,77% akcji, Gazprom mający 10%, oraz 9,4% akcji będących własnością Gazprombanku. W marcu 2011 roku pod patronatem ówczesnego premiera Rosji Władimira Putina, francuska firma Total podpisała porozumienie o nabyciu 12,08% akcji spółki kosztem 4 miliardów dolarów, z opcją zwiększenia swoich udziałów do 19,4% w przyszłości.